# Nội địa (Nhật Bản)
Nội địa (内地 naichi) là một thuật ngữ dùng để phân biệt khu vực Nhật Bản với các lãnh thổ xa xôi của mình. Đây là một thuật ngữ chính thức vào thời kỳ trước chiến tranh Thế giới thứ 2, phân biệt Nhật Bản với các thuộc địa của nó tại Đông Á. Sau khi kết thúc chiến tranh, thuật ngữ hiếm khi được sử dụng, và trở thành một thuật ngữ phi chính thức để phân biệt các khu vực còn lại của Nhật Bản với Okinawa hay Hokkaidō. Thuật ngữ "nội địa Nhật Bản" đôi khi được sử dụng để ám chỉ đảo Honshū, tức hòn đảo lớn nhất, tuy nhiên naichi không mang ý nghĩa này.

## Lịch sử sử dụng
Vào thời tiền chiến, Đế quốc Nhật Bản sử dụng naichi để đề cập đến phần "lục địa" của đế quốc. Các lãnh thổ khác của đế quốc được gọi là gaichi (外地, "ngoại địa").
Điều 1 của Cộng thông pháp (共通法) liệt kê các lãnh thổ theo pháp lý của đế quốc,
- Naichi (Nội địa Nhật Bản),
- Chōsen (Triều Tiên),
- Đài Loan,
- Quan Đông, và
- Quần đảo Nan'yō.[1]

Theo cách diễn đạt khác, Naichi gồm các khu vực sau:
- Nam Sakhalin
- Quần đảo Kuril
- Hokkaidō
- Honshū
- Shikoku
- Kyūshū
- Quần đảo Izu
- Quần đảo Ogasawara
- Okinawa
- Các đảo nhỏ quanh chúng

Mặc dù nó chưa từng bị bãi bỏ, Cộng thông pháp đã bị mất hiệu lực thi hành sau khi Nhật Bản mất tất cả các thuộc địa trước đây, gọi là gaichi sau Thế chiến II.

## Hiện nay
Các cư dân của Hokkaidō và Okinawa đôi khi sử dụng naichi đề đề cập đến "lục địa", tức ngoài khu vực của họ. Cách sử dụng thông tục này "không đúng" về mặt chính thức, do cả hai về phương diện pháp lý thuộc naichi. Tại Hokkaidō, thuật ngữ chính thức để đề cập đến lãnh thổ Nhật Bản ngoài Hokkaidō là Dōgai (Đạo ngoại, ngoài Hokkaidō). Do Dōgai trở nên phổ biến ngay cả trong cách sử dụng thường ngày, naichi không còn được dùng.